# Twente
Pour club de football, voir Football Club Twente.
La Twente (ou Twenthe ; prononcé : [ˈtʋɛntə] ) est une région naturelle et culturelle de la partie orientale des Pays-Bas. Elle comprend la partie orientale et la plus urbanisée de la province d'Overijssel.
La région est voisine d'un nombre d'autres grandes régions naturelles : le Salland à l'ouest (où la rivière la Regge se constitue la frontière), l'Achterhoek au sud-ouest, l'Arrondissement de Borken en Allemagne au sud-est, et l'Arrondissement du comté de Bentheim en Allemagne au nord et à l'est (où la frontière informelle s'est constituée par la rivière la Dinkel).

## Toponymie
On trouve plusieurs formes pour désigner la Twente dans les textes anciens : Tuianti (797), Tueanti (799), Thuehenti (851), Tuente (XIe siècle) et finalement Twente ou Twenthe.
Plusieurs théories coexistent pour expliquer l’origine du nom de « Twente ». La première théorie suppose que le nom est dérivé des Tubantes, ancien peuple germanique connu du temps de la Rome antique qui habitaient la région. La deuxième théorie relie la Twente et la Drenthe : là où le nom « Drenthe » serait dérivé du chiffre drie (« trois »), « Twente » dériverait du chiffre twee (« deux »), étant donné que la Twente et la Drenthe partageaient une frontière jusqu'au XIIe siècle.
En twents (nl), dialecte bas saxon des Pays-Bas, la région s’appelle « Tweante ».

## Géographie

### Pays

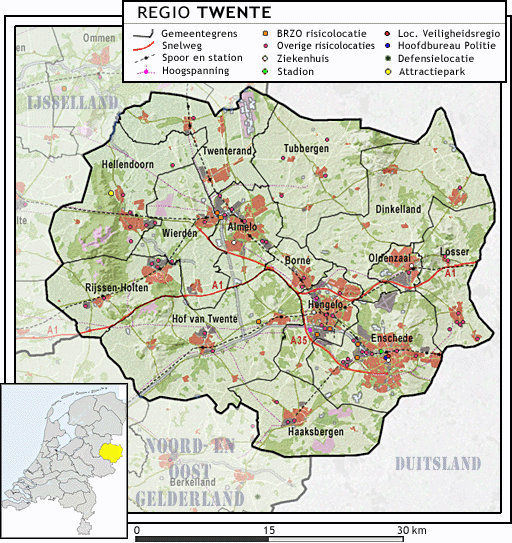
Les communes de la région gouvernementale de Twente.

La Twente est compris de 14 communes :
- Almelo
- Borne
- Dinkelland
- Enschede
- Haaksbergen
- Hellendoorn
- Hengelo
- Hof van Twente
- Losser
- Oldenzaal
- Rijssen-Holten
- Tubbergen
- Twenterand
- Wierden.

Ses communes se ne chevauchent complètement pas avec la région de la Twente naturelle et culturelle, mais elles se constituent la région de la Twente politique et administrative. Spécifiquement, les localités de Den Ham en Twenterand et Holten en Rijssen-Holten sont partie du Salland, et la commune d'Hellendoorn est une région de transition entre le Salland et la Twente.

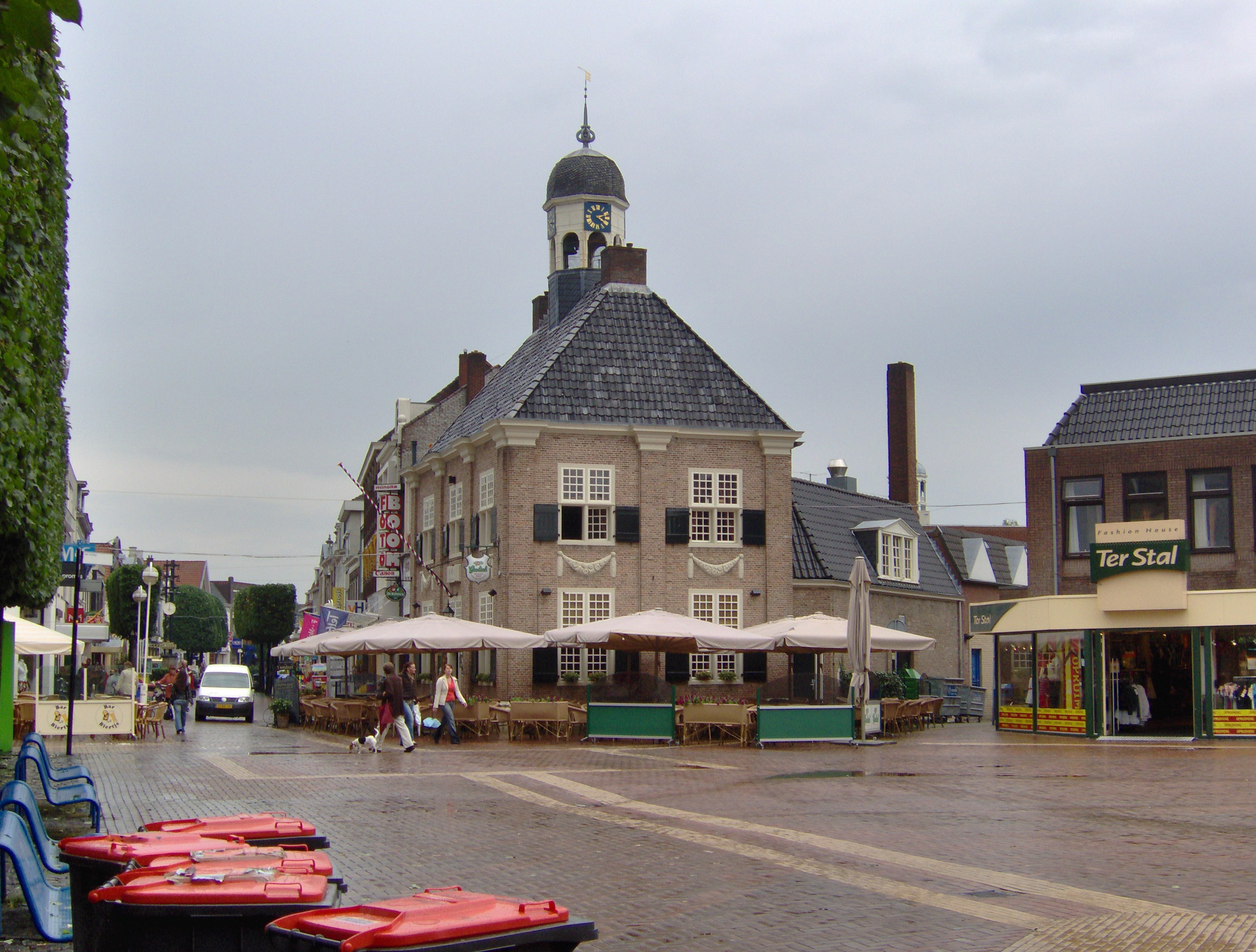
Centre-ville d'Almelo.
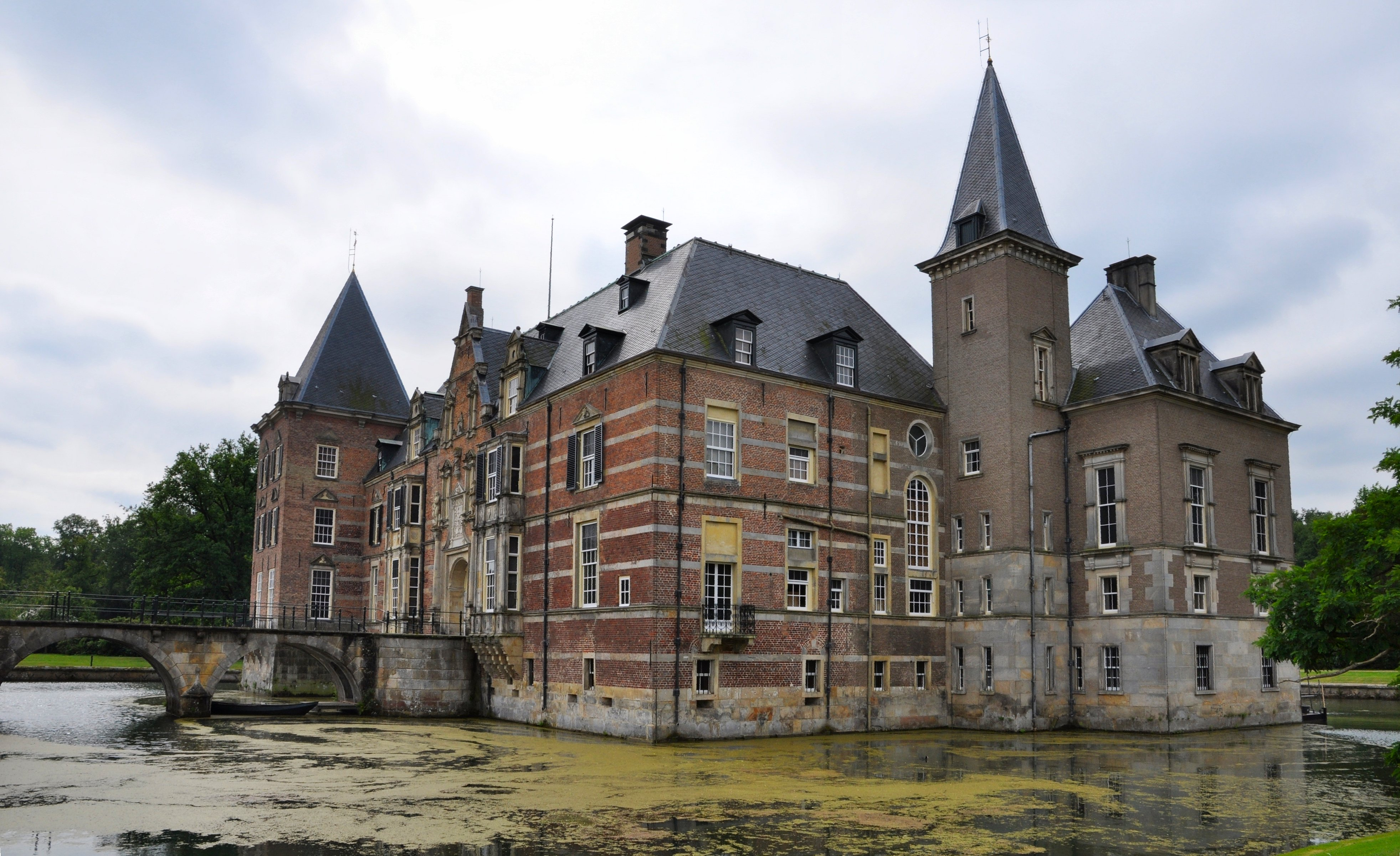
Château et domaine de Twickel à Delden.
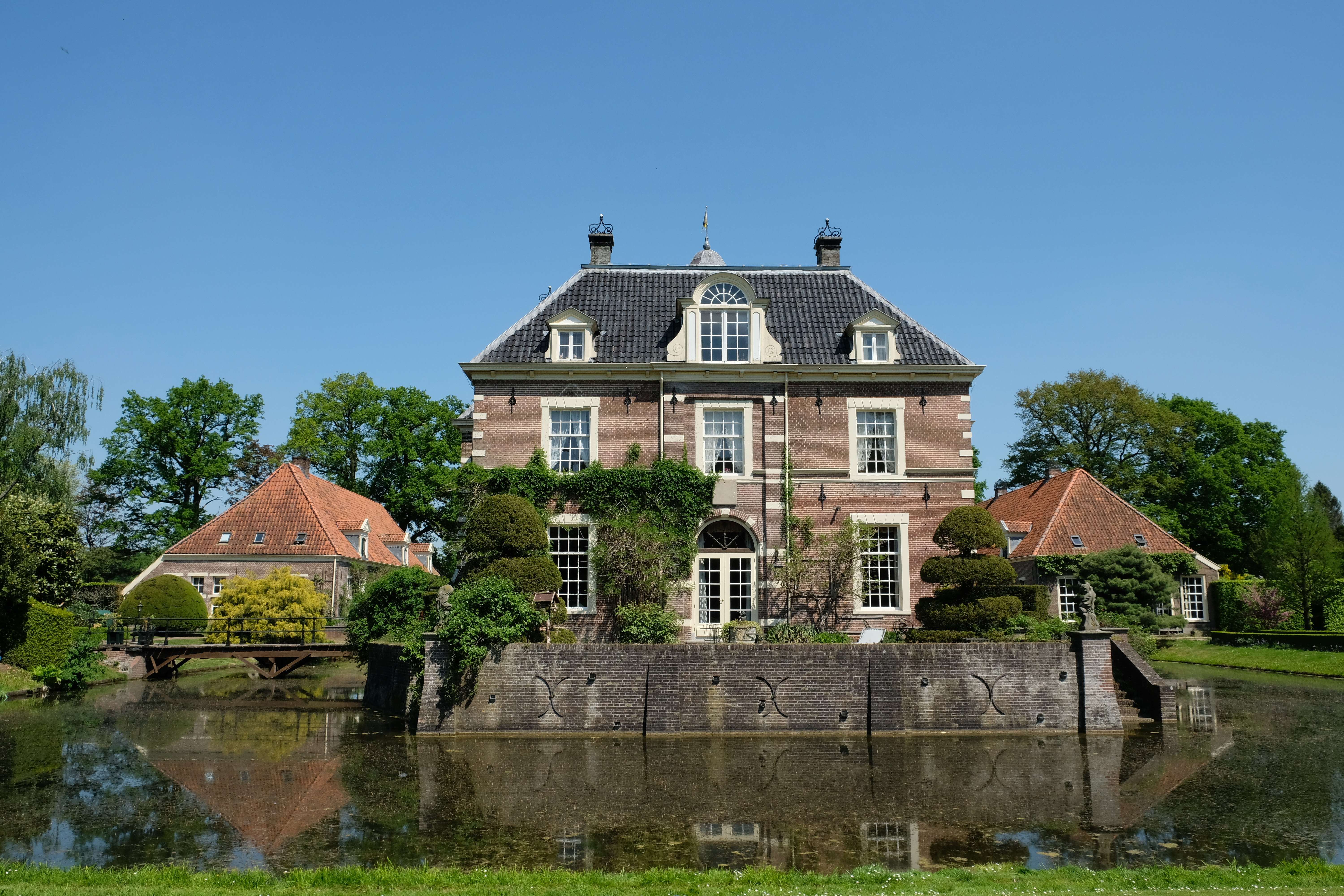
Château et domaine de Warmelo à Diepenheim.
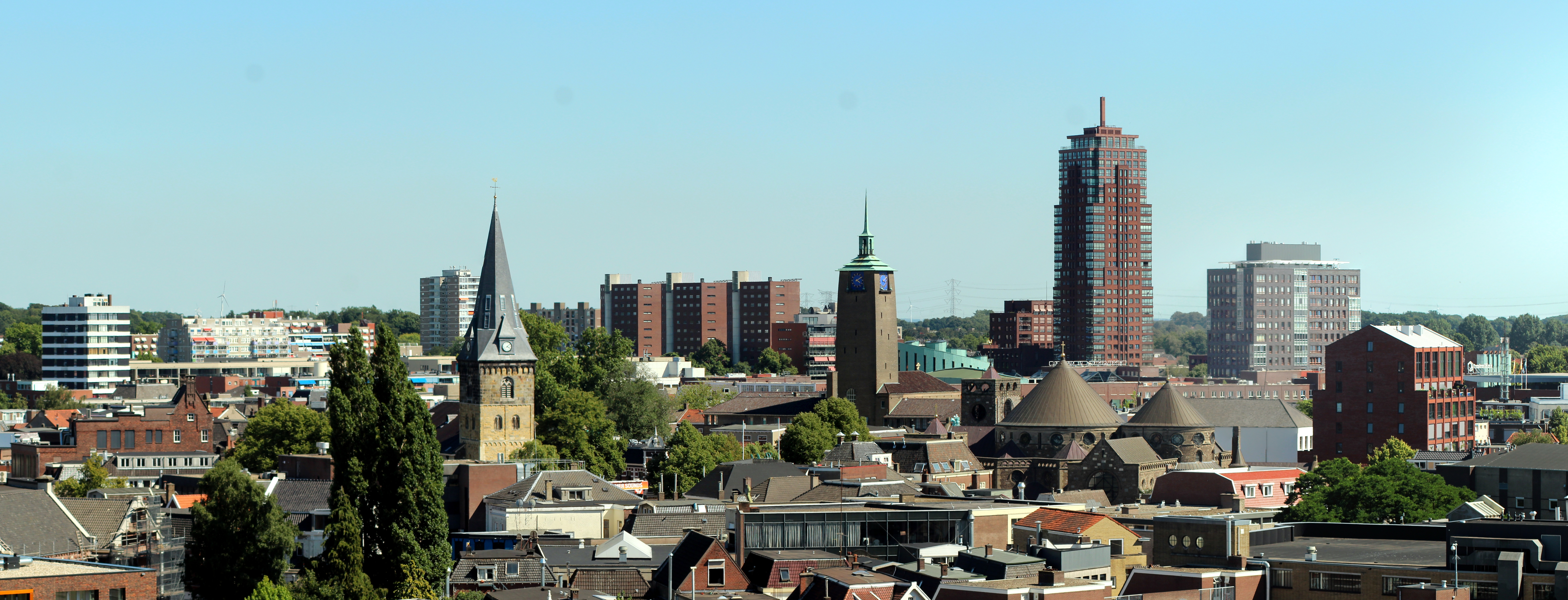
Panoramique du centre-ville d'Enschede.
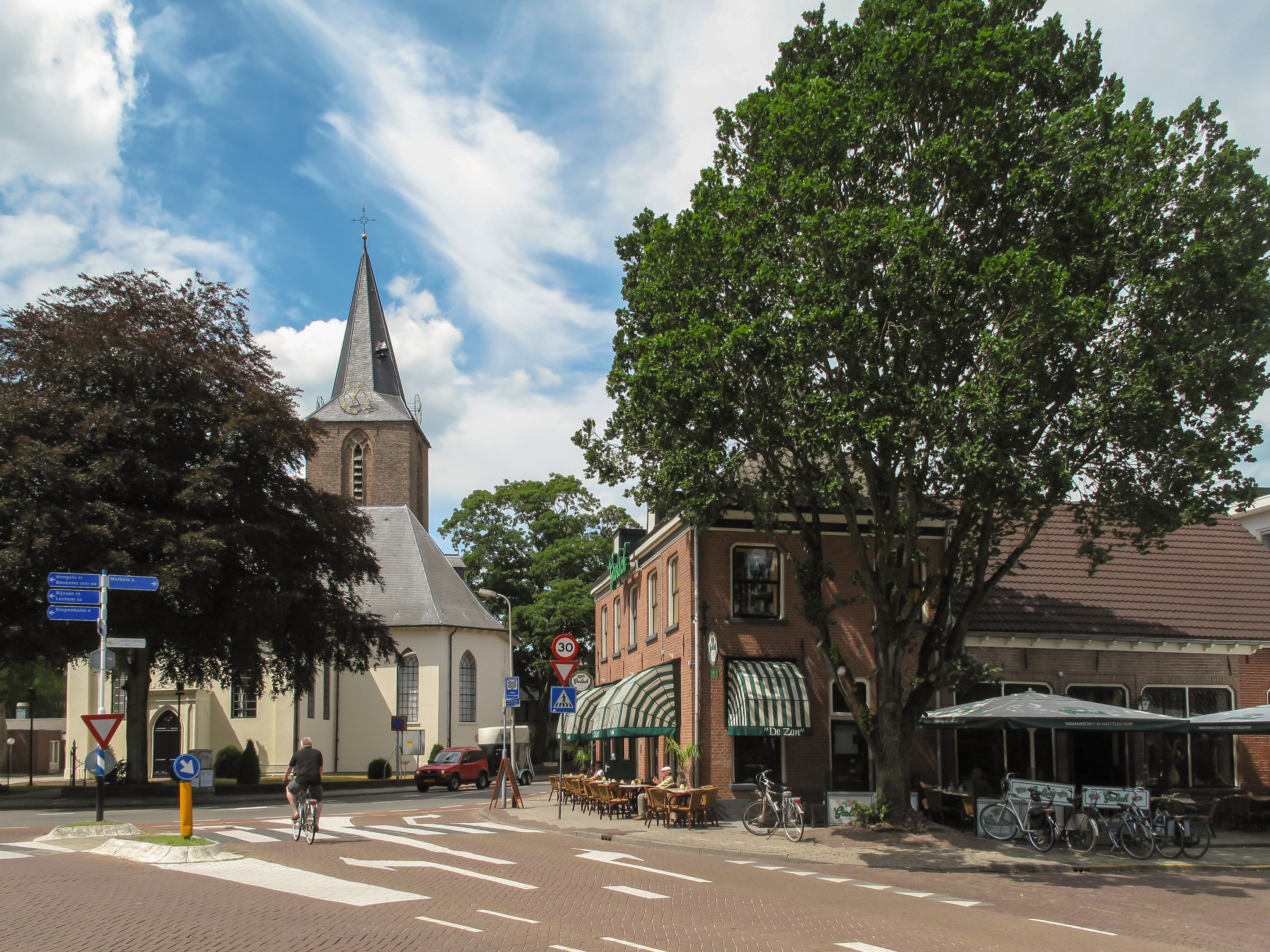
Centre-ville de Goor.
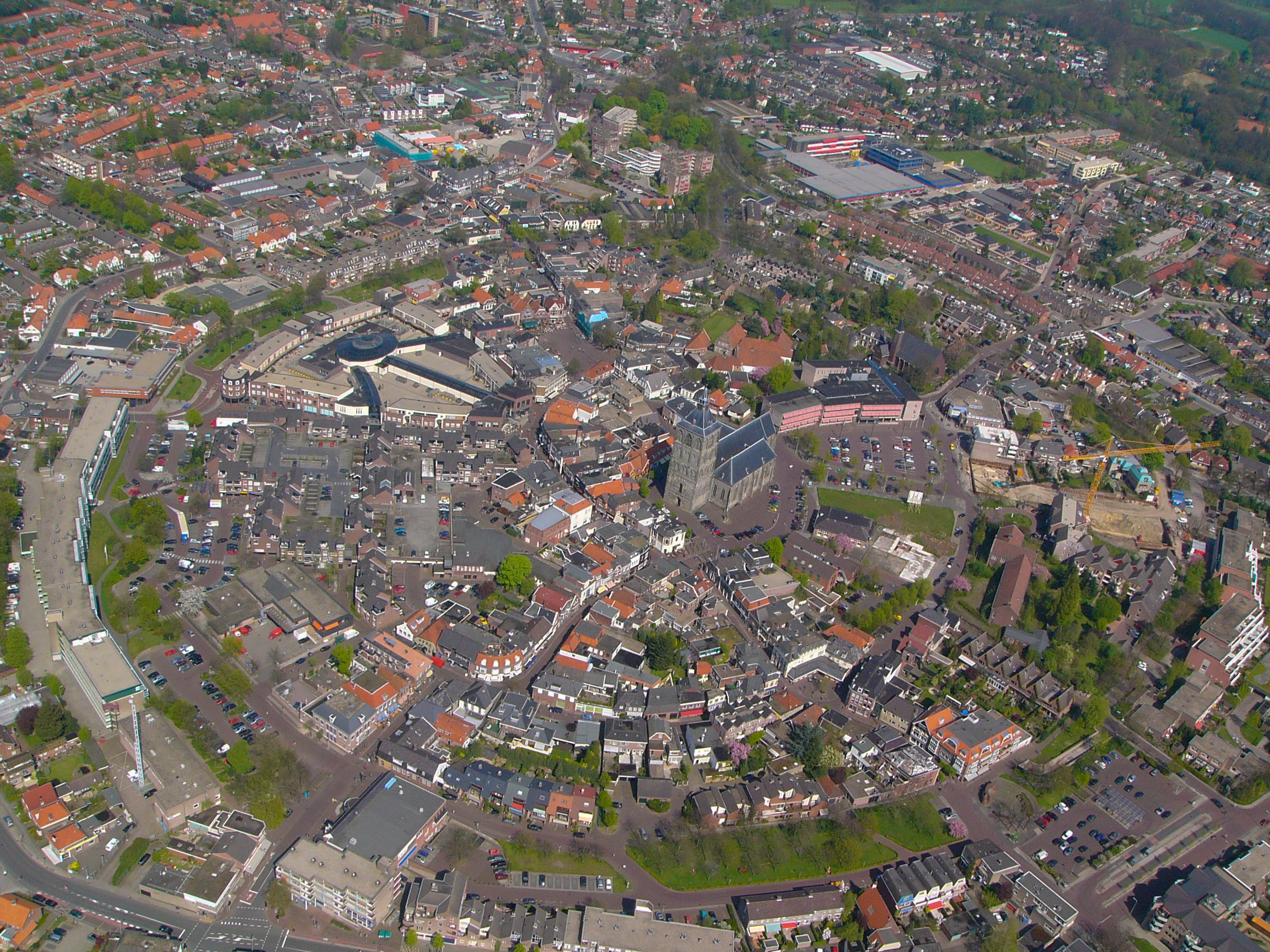
Vue aérienne du centre-ville d'Oldenzaal.
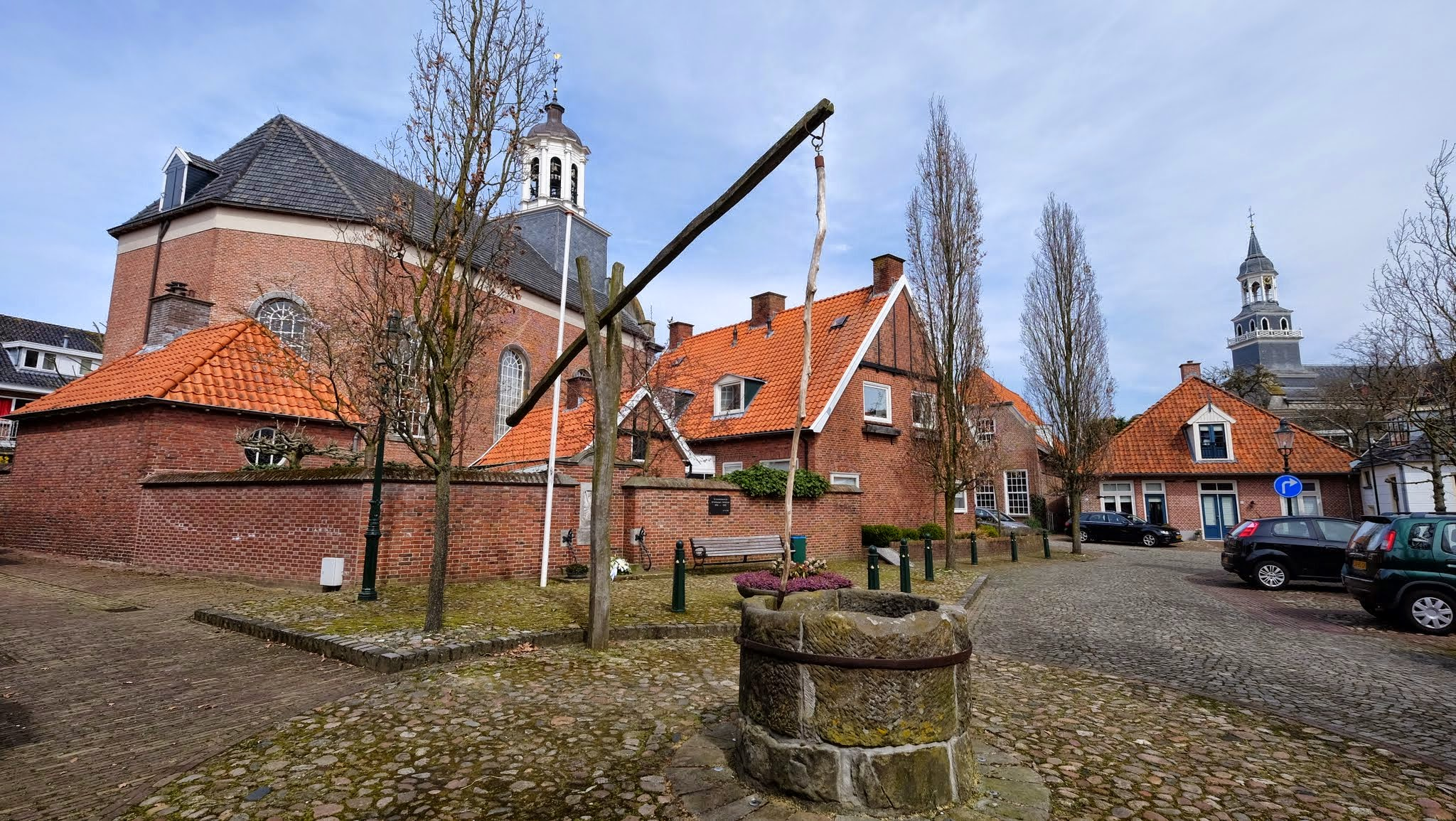
Centre-ville d'Ootmarsum.
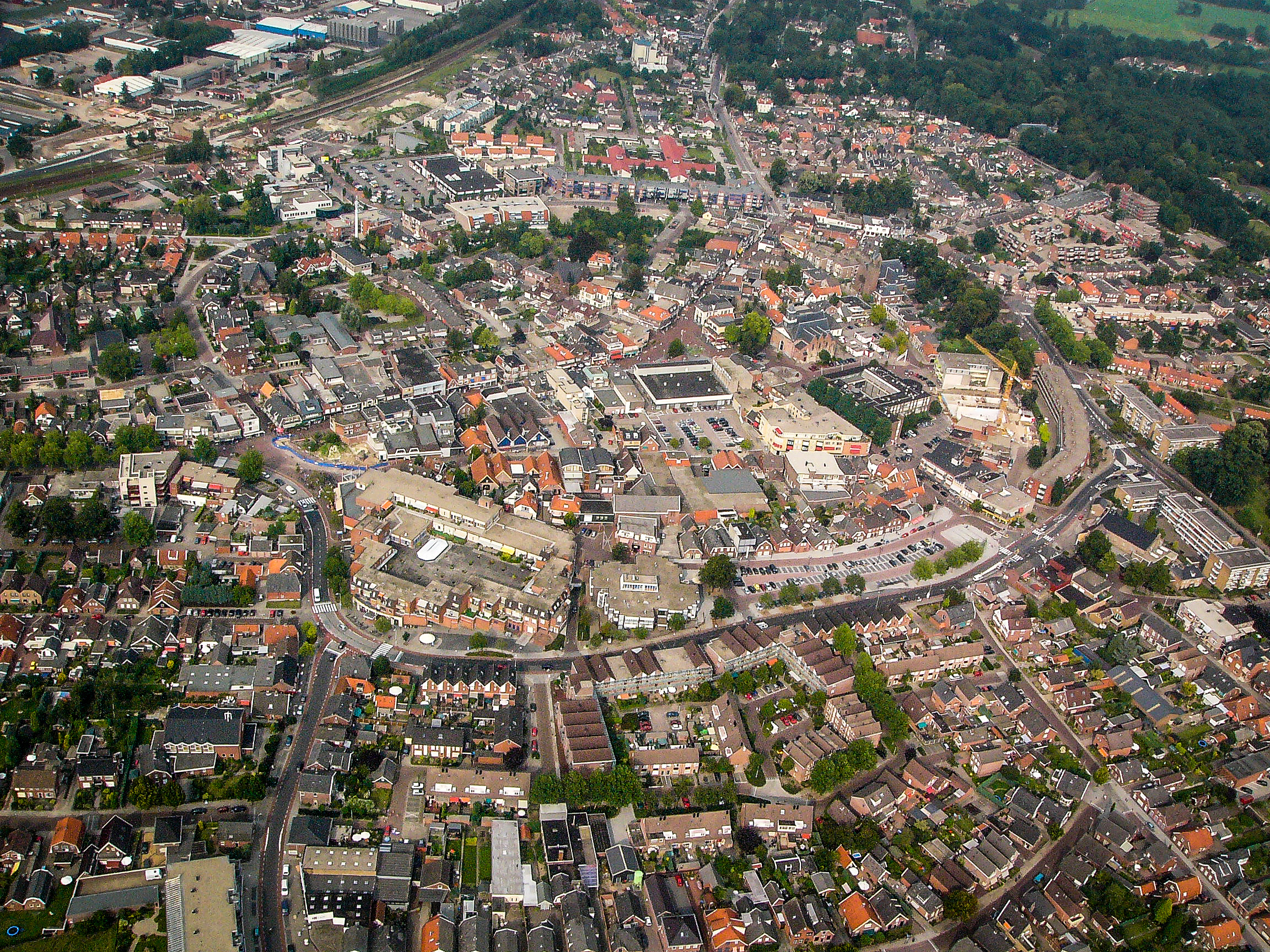
Vue aérienne du centre-ville de Rijssen.

### Caractéristiques
La Twente se centre sur trois villes : Enschede, Hengelo et Almelo, dont Enschede est la ville principale, c'est-à-dire la ville la plus peuplée pas seulement de la Twente, mais aussi d'Overijssel. Environ la moitié de la population de la Twente habitent dans ces trois villes.
Le paysage rural de la Twente se caractérise par un paysage bocager (qui s'est aussi appelé un paysage de coulisses aux Pays-Bas), vallonné et traversé par des nombreux ruisseaux. Aussi présentes sont des tourbières dans le nord, l'ouest et le sud-est de la région.
Présents surtout la région sont les espaces naturels et zones naturelles protégées, ainsi que les domaines verts et rustiques.

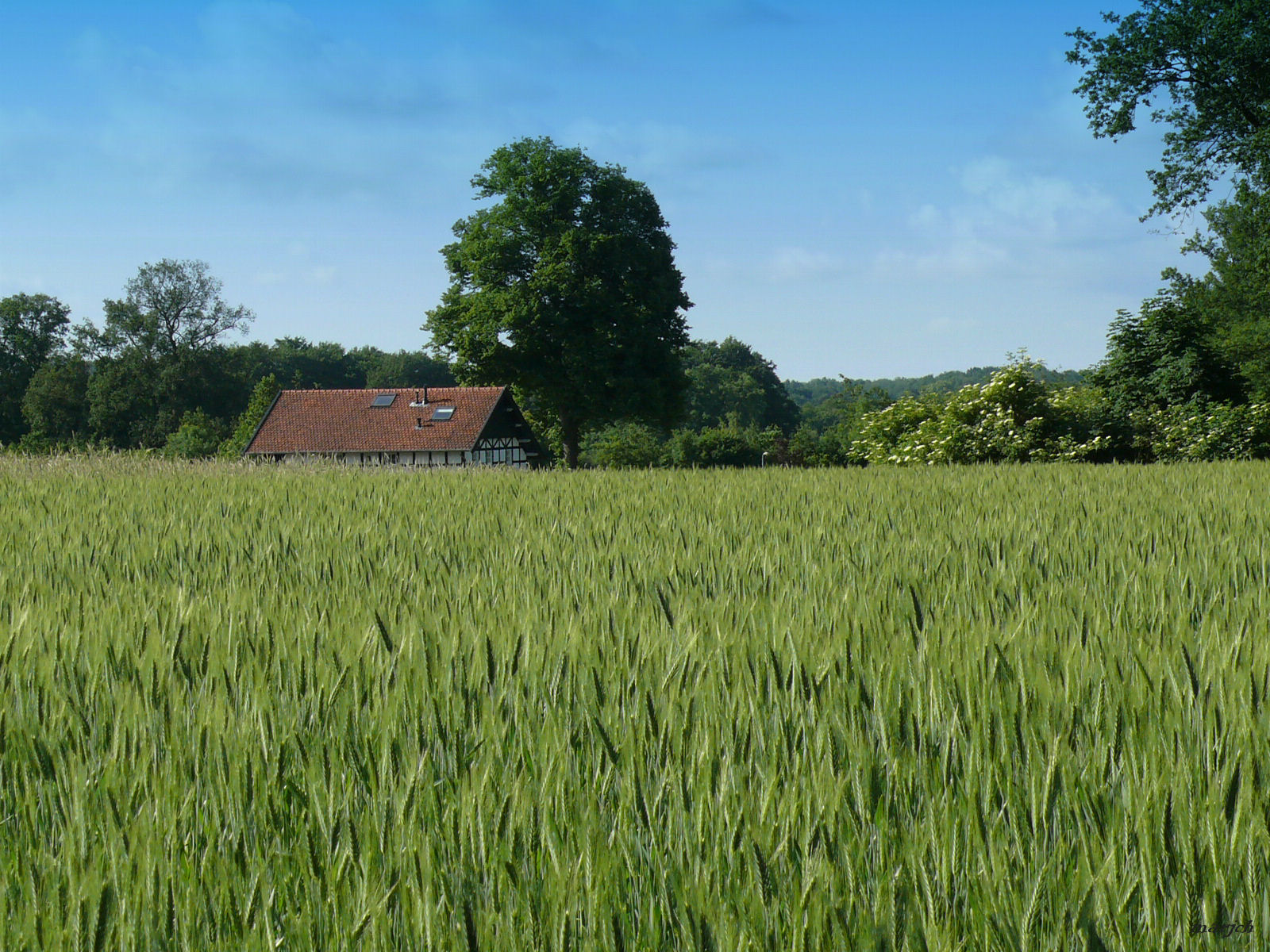
Le domaine d'Egheria à Losser.
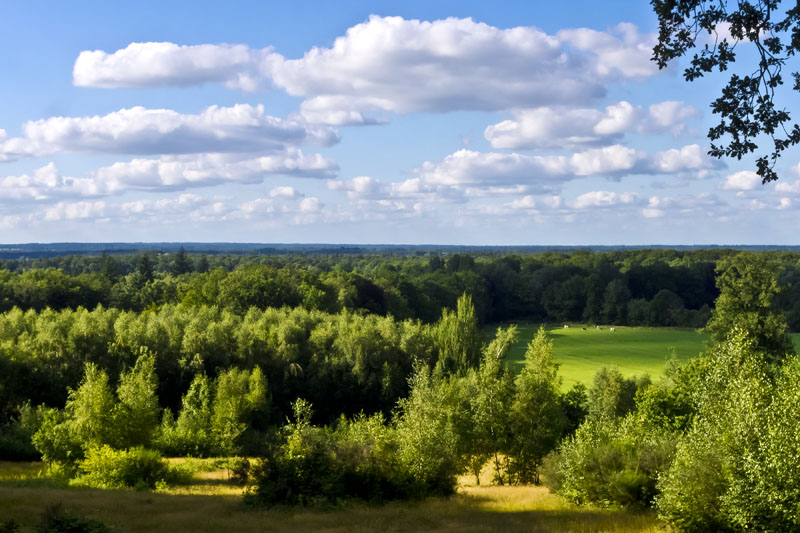
Vue du Tankenberg sur le paysage.
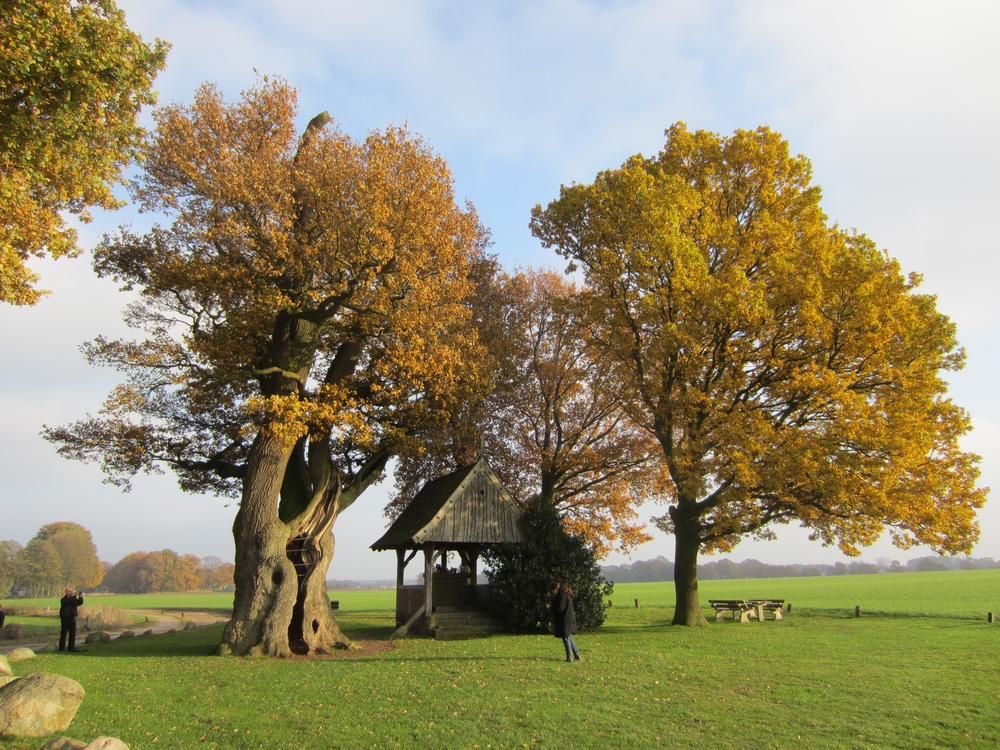
Le Kroezenboom à Fleringen.
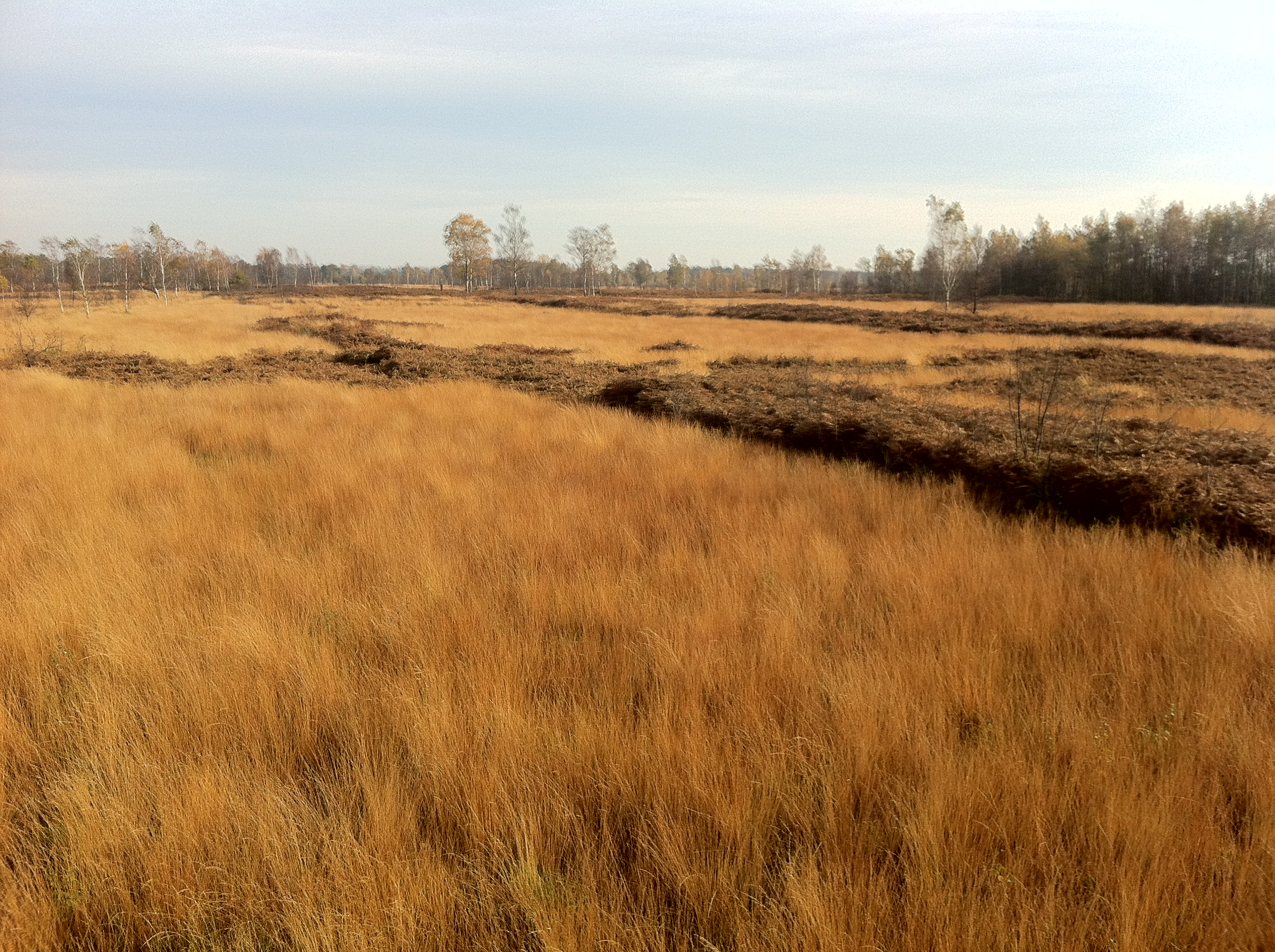
L'Aamsveen, tourbière transfrontalière à Enschede et Alstätte.
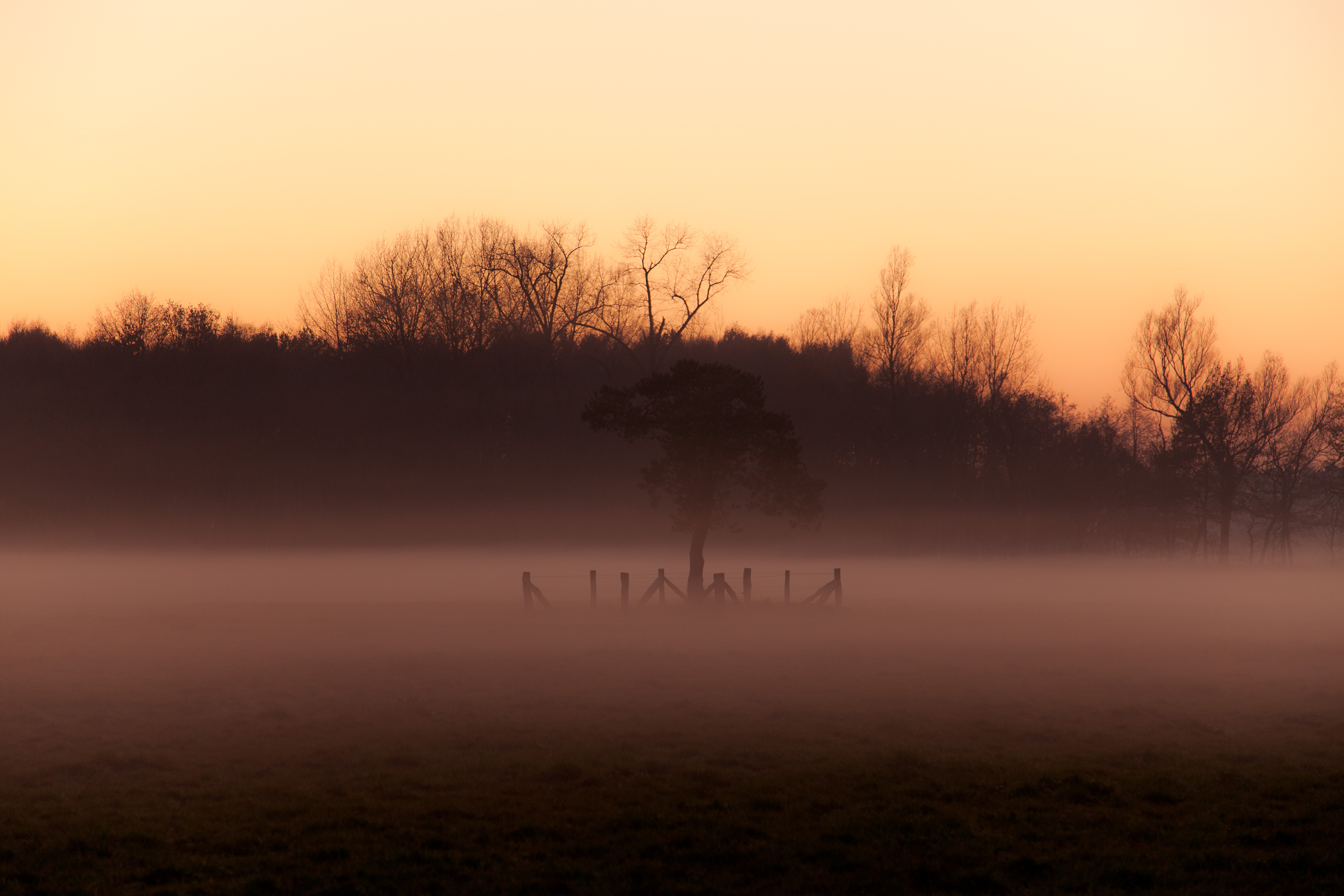
Le Duivelshof ('Court du Diable') à Losser.
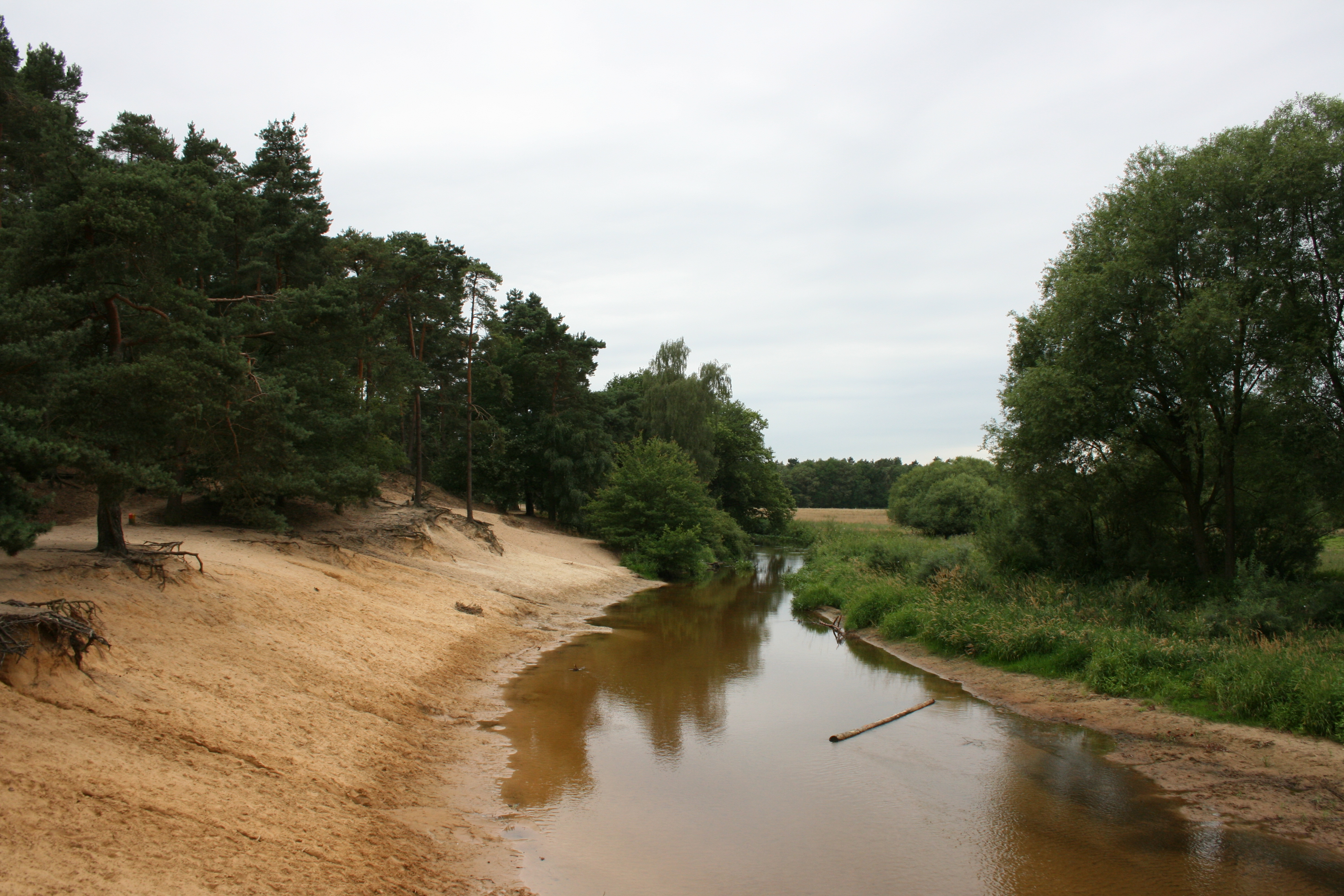
La Dinkel au Lutterzand.

### Géographie physique
La géographie physique de la Twente s'est formée par les glaciers pendant la dernière période glaciaire, à quelle époque les glaciers créent les moraines poussées qui aujourd'hui se constituent l'esker de la Twente dans l'ouest entre Albergen et Langeveen, la crête de moraine glacière de la Twente orientale entre Enschede au sud et Uelsen en Allemagne au nord, est les collines entre Markelo et Rijssen.
Sur la crête de la Twente orientale on trouve le Tankenberg, le plus haut point d'Overijssel à 81,8 mètres.

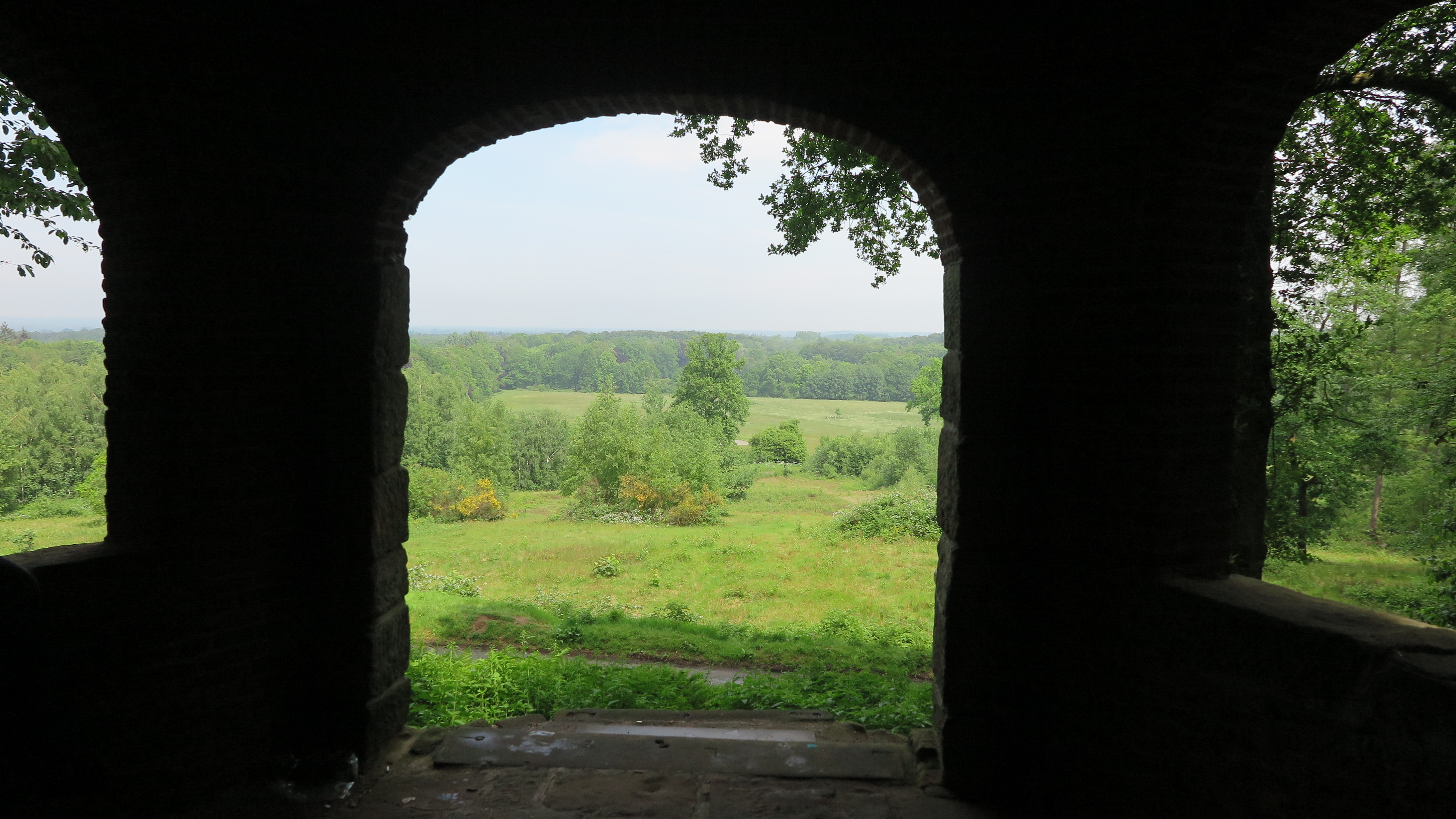
Vue de la chapelle du Tankenberg sur le paysage.
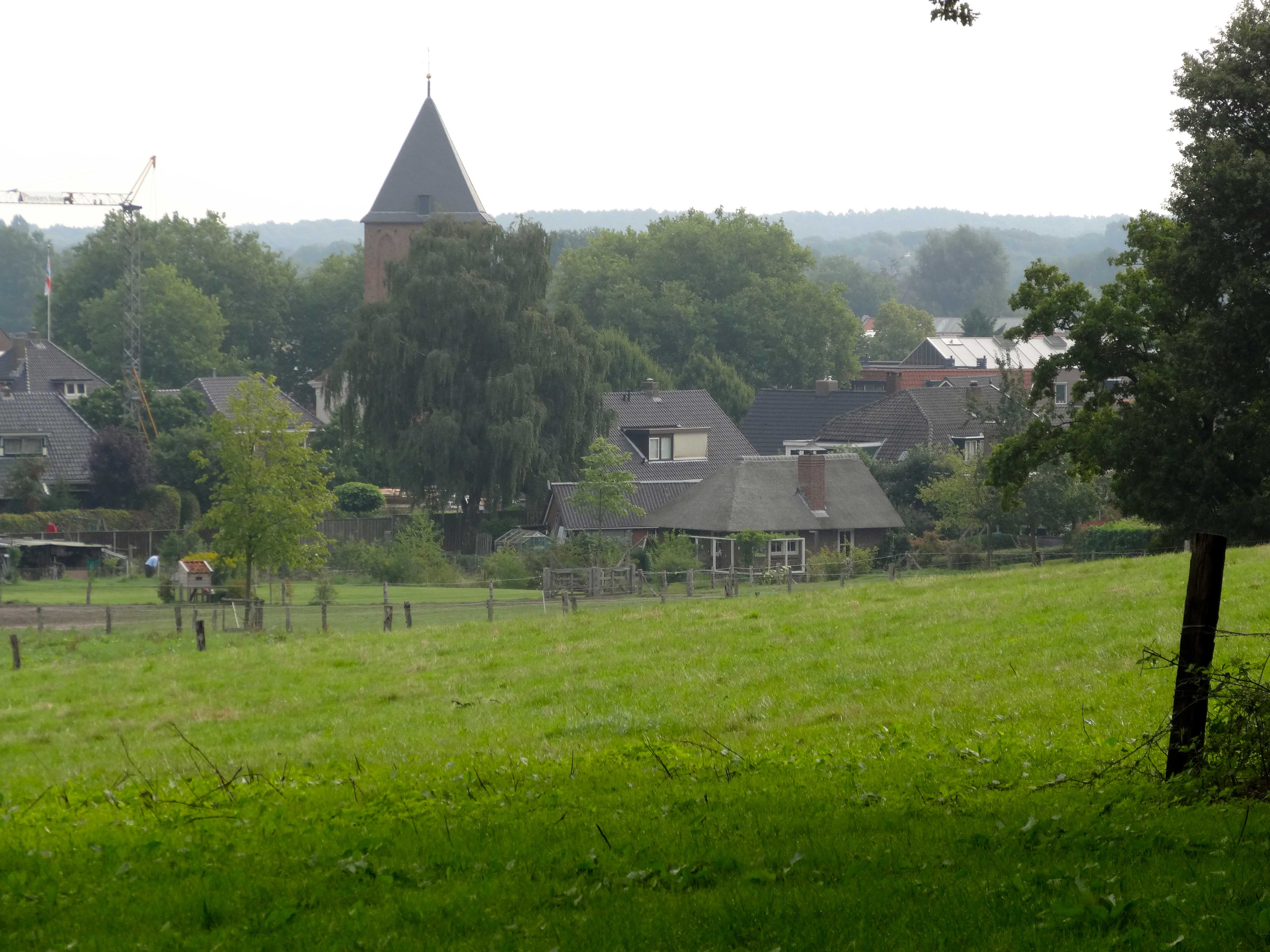
Vue du Markelerberg sur Markelo.
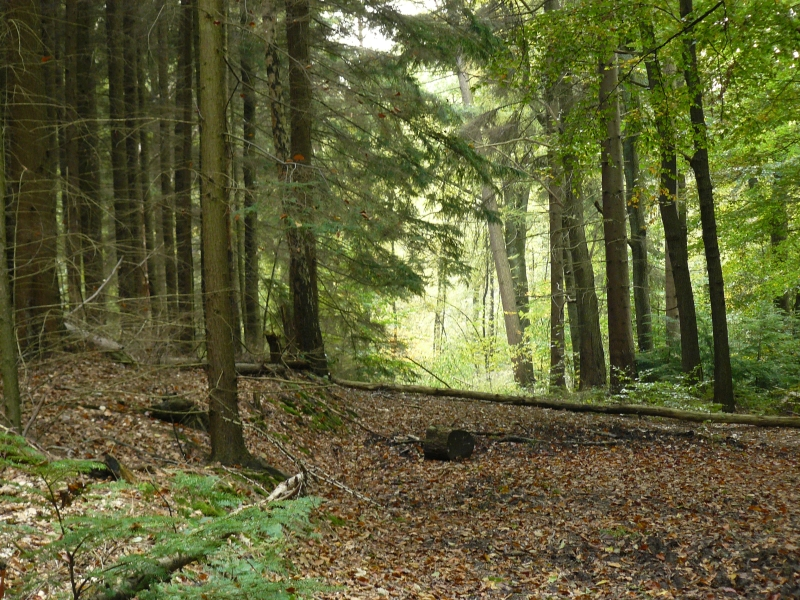
Chemin sur le Lonnekerberg.

#### Récolte du sel
Depuis 1918, du sel est récolté de la terre de Twente sous Boekelo, Twekkelo, Hengelo et Enschede, sous lesquelles ca. 270 à 350 cavernes se trouvent,. Aujourd'hui effectuée par des moyens modernes, au commencement de la récolte et la production le sel était accédé par des tours de forage construits du bois, dont quelques-unes se restent encore dans le paysage.

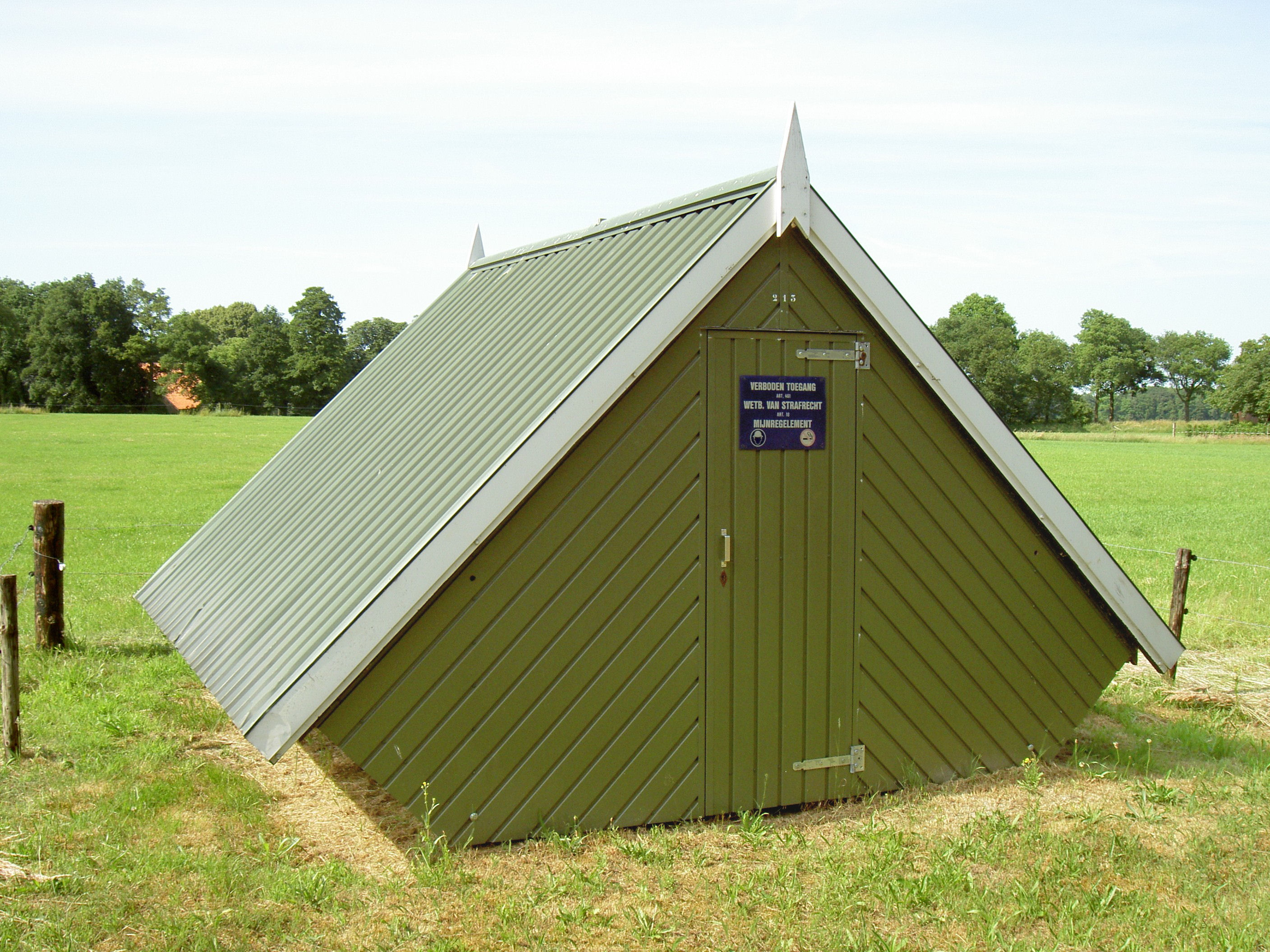
'Zouthuisje' (petite maison de forage du sel) à Twekkelo.
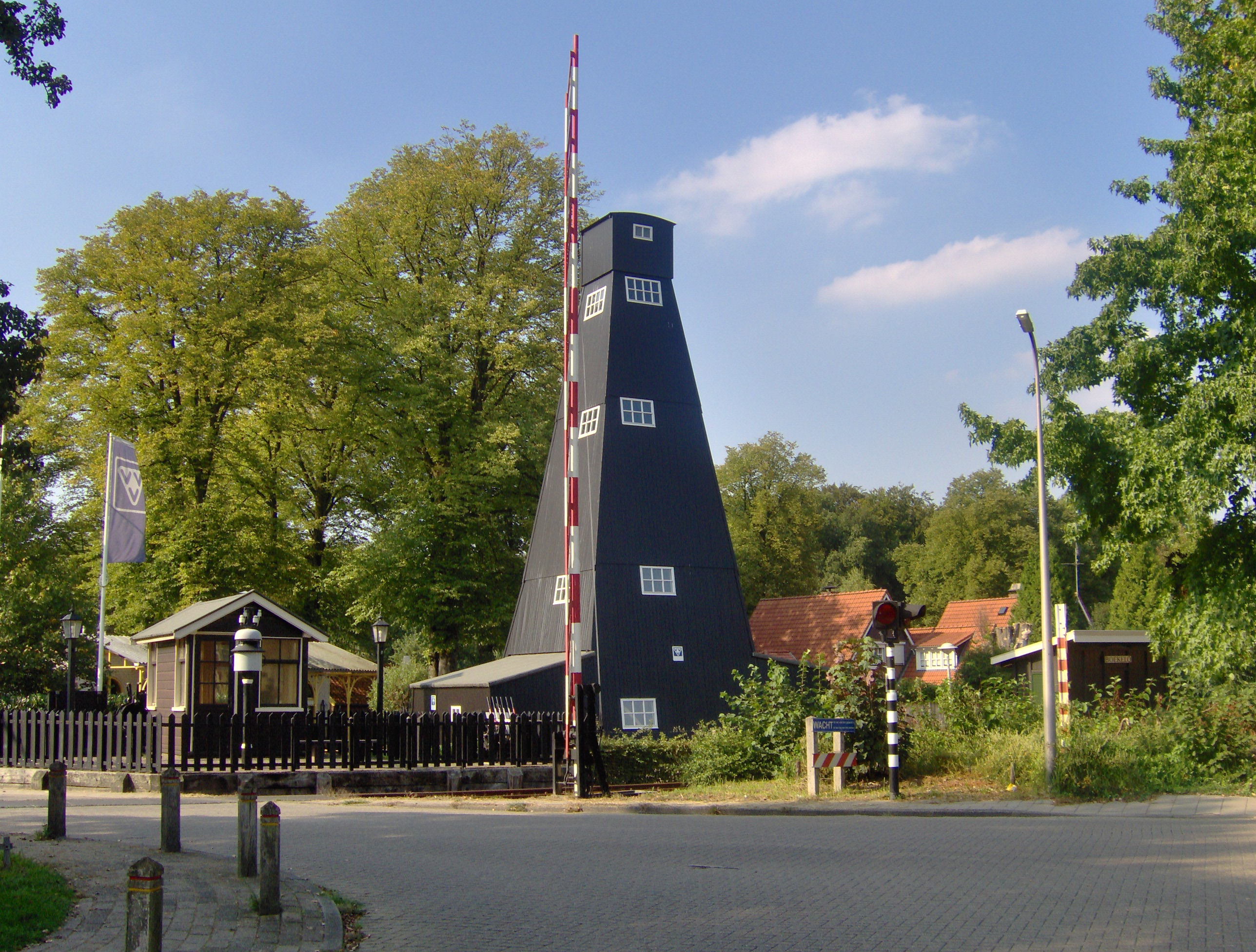
Tour de forage du sel à Boekelo.
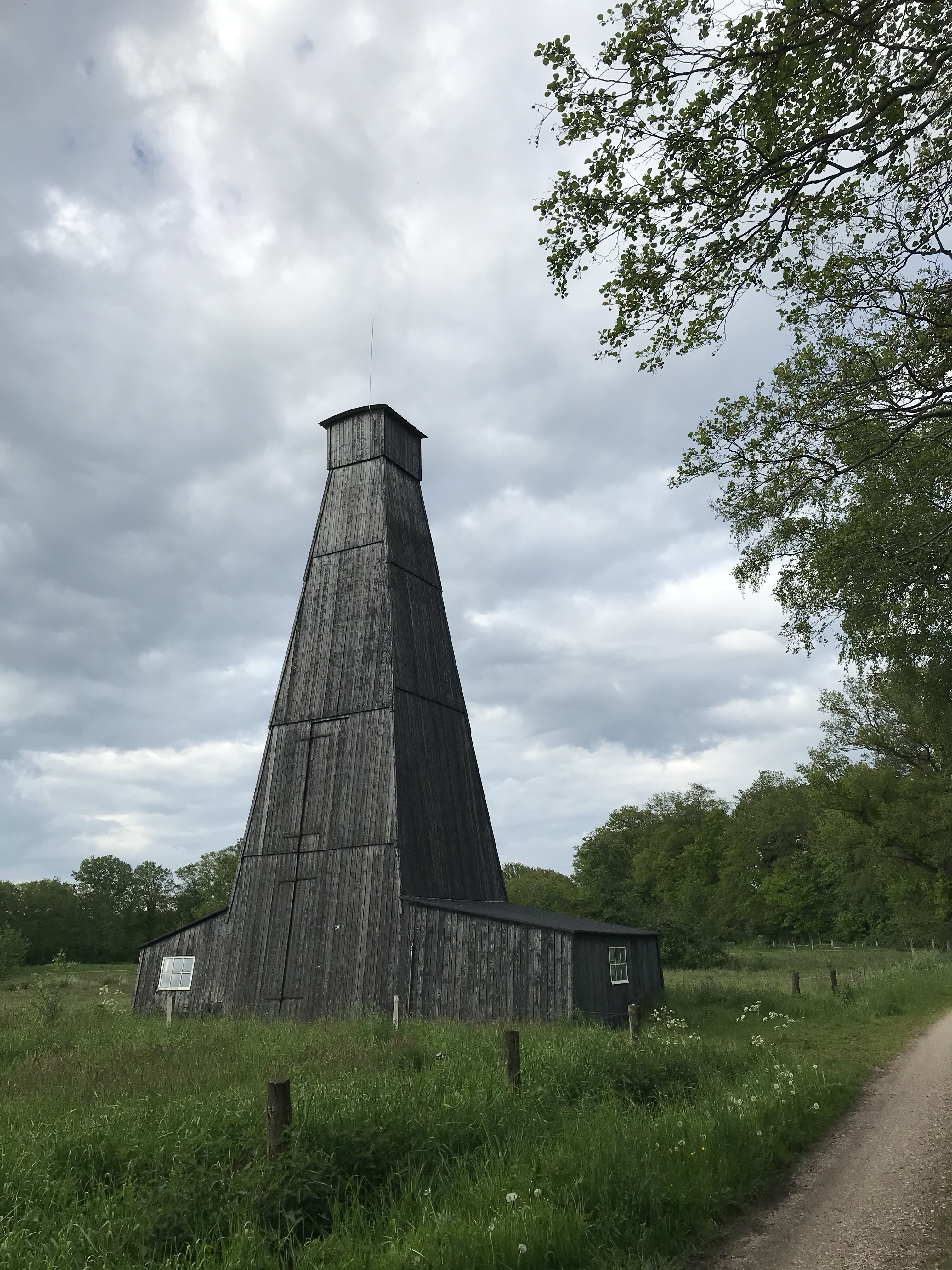
Tour de forage du sel à Twekkelo.

## Histoire

### Préhistoire et Antiquité
L'histoire de la Twente avant le Haut Moyen Âge n'est pas connue que de manière fragmentaire. Les tumulus dans les zones naturelles de Vassergrafveld, Mandergrafveld et le Borkeld indiquent néanmoins une présence humaine vers 4 000 av. J.-C.. Des pièces et des céramiques de la culture campaniforme ont également été mises au jour.
À l'époque romaine, la région est progablement habitée par les Tubantes, une tribu germanique qui fournit régulièrement des contingents à l'armée romaine. Elle intègre la ligue des Francs au IIIe siècle.

### Moyen Âge
Au Haut-Moyen Âge, la région subit l'influence grandissante des Saxons, avant d'être intégré à l'empire carolingien à la fin du VIIIe siècle. Jusque-là païenne, elle est peu à peu christianisée par l'action des missionnaires, en particulier Lébuin.
Il est possible que la région ait formé deux gaus à l'époque carolingienne : la Twente septentrionale et la Twente méridionale, bien qu'on ne connaisse aucune mention écrite de cette dernière, seule l’appellation Twente septentrionale (Noord-Twente, en latin Northtuianti) étant attestée à plusieurs reprises au début du IXe siècle. 
La Twente passe sous l'autorité de l'évêché d'Utrecht à une date incertaine au cours du XIe siècle et est intégrée à l'Oversticht, la partie de la principauté d'Utrecht regroupant les provinces actuelles d'Overijssel et de Drenthe. La gestion de la région est confiée à un comte dont la résidence était fixée à Goor. Au XIe ou XIIe siècle, la région autour d'Emlichheim, au nord de la Twente, est séparée de la Twente et annexée au comté de Bentheim. Sur le plan ecclésiastique, cette région appelée bas-comté de Bentheim (Niedergrafschaft Bentheim) reste toutefois rattachée au diocèse d'Utrecht, tandis que le haut-comté (Obergrafschaft) reste sous l'évêché de Munster.
Pendant le XIe siècle, l'évêque d'Utrecht probablement acquiert le pouvoir temporel en Twente : le comte de Goor devient un des plus importants vassaux de l'évêque et son porteur de bannière. Rudolf, comte de Goor, est tué aux côtés de l'évêque d'Utrecht Otto II de Lippe à la Bataille de Ane en 1227.
À cause du désaccord entre l'évêque et le comte, le dernier comte est destitué à 1248. Ses tâches sont pris complètement par un drost, une position non héréditaire mais néanmoins lucrative en raison des amendes reçue par lui. Le comté devient un drostambt.

#### Campagne
Au cours du Moyen Âge, la plupart de la population de la Twente habite dans des fermes éparses. Les agriculteurs habitent dans de modestes communautés agricole, les hameaux ou quartiers (buurschappen), qui forment une petite juridiction civile, chacune indépendante les une des autres. Plusieurs communautés formaient une paroisse (kerspel).
Le plus grand propriétaire terrien est l'évêque d'Utrecht est organisées en sept seigneuries : Borne, Delden, Goor, Oldenzaal, Ootmarsum et Wedehoen. En 1333, la seigneurie de Kagelink est ajoutée après l'acquisition du manoir de Diepenheim. Les autres grandes institutions propriétaires en Twente sont l'abbaye de Werden, le monastère de Lorsch, le chapitre de Saint-Pierre à Utrecht, le chapitre de Saint-Lébuin à Deventer et l'abbaye d'Essen. Les autres seigneurs sont le comte de Bentheim, le seigneur de Borculo, le comte de Steinfurt et le comte d'Almelo.
Vers la fin du Moyen Âge apparaissent des havezates, des manoirs fortifiés auxquels sont associés certains droits. On en trouve environ 40 à la fin du XIIe siècle. Ils s'ajoutent aux nombreux manoirs sans droits de gouvernance qui existent également.

#### Villes et villages

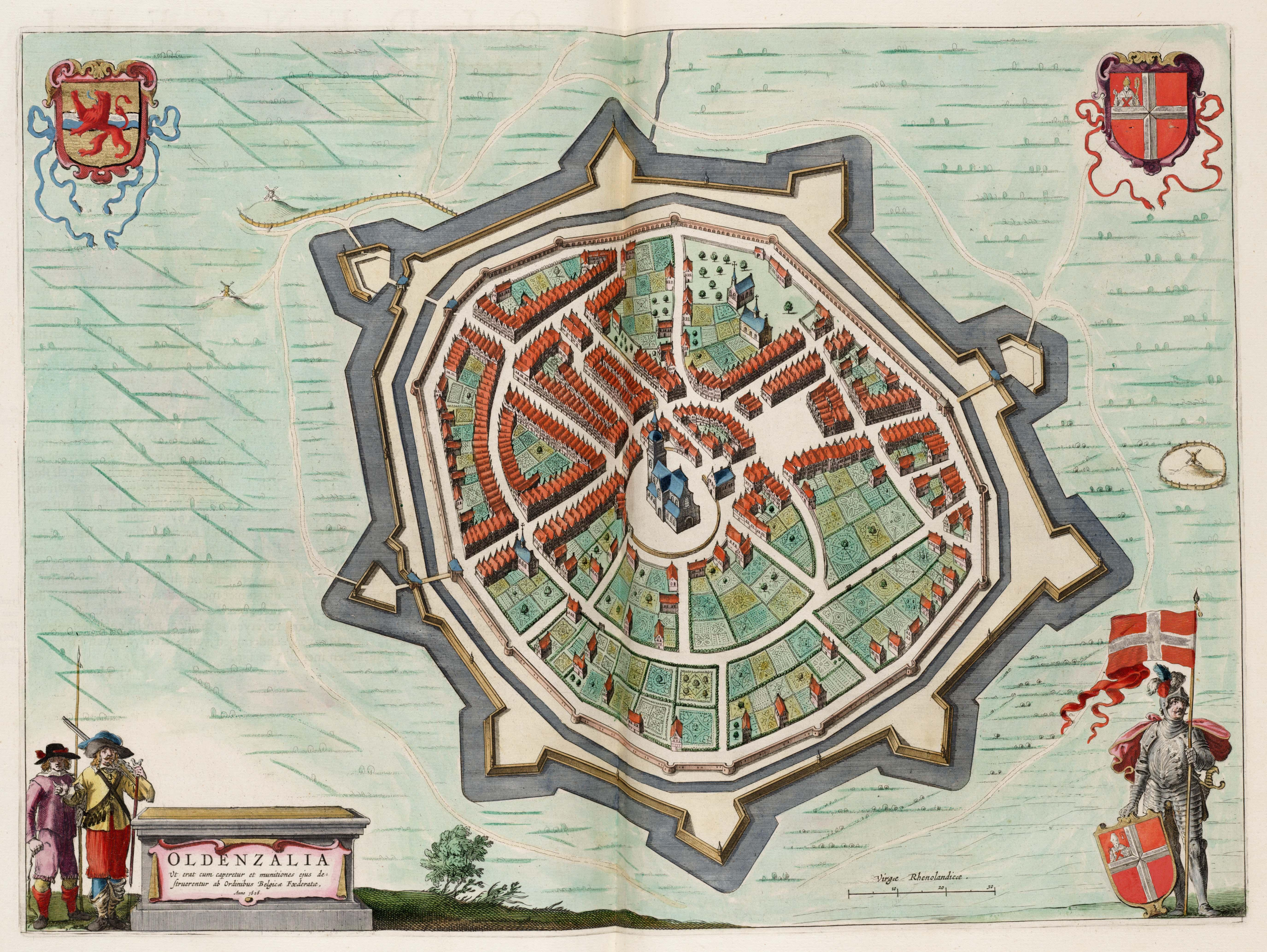
Pendant le Moyen Âge, Oldenzaal était la ville la plus importante de la Twente.

Huit villes en Twente ont historiquement reçu des privilèges urbains : Almelo, Delden, Diepenheim, Enschede, Goor, Oldenzaal, Ootmarsum et Rijssen.
La plus ancienne ville de la Twente est Oldenzaal, dont l'année de l'allocation du privilège urbain n'est pas connue, mais dont le droit de tenir un marché annuel a été octroyé en 1049 par l'empereur Henri III à l'évêque d'Utrech. La présence de fortifications est attestée en 1222. À cette époque, seule Oldenzaal dispose d'une muraille ; les autres villes fortifiées ont seulement des singels (douves), des levées de terre et des palissades. Au XVe siècle, un nombre de villes sont fortifiées par l'addition d'un deuxième singel. En 1626, les fortifications d'Oldenzaal sont complètement modernisées.
Outre Oldenzaal, les plus anciennes chartes municipales connues sont celles de Rijssen (1243) et de Goor (1263). Les villes de Goor, Enschede (1325) Delden (1404) ont réçu aussi le droit de lever un octroi.

#### Institutions religieuses
La christianisation de la région suit la conquête progressive par les Francs au cours du VIIIe siècle. Les principaux missionnaires sont Lébuin, Marcellin et Plechelm. 
Les églises paroissiales se trouvent à Almelo, Borne, Delden, Denekamp, Diepenheim, Enschede, Goor, Haaksbergen, Losser, Markelo, Oldenzaal, Ootmarsum, Rijssen, Vriezenveen et Wierden. Hengelo, Tubbergen et Albergen ont des chapelles, dont la chapelle de Tubbergen est devenue une église paroissiale en 1576.
Le centre ecclésiastique du doyenné de Twente est le chapitre de l'église Saint-Plechelm d'Oldenzaal, établi par l'évêque Baldéric d'Utrecht en 954. La Twente reste intégralement sous l'évêché d'Utrecht, sauf le hameau de Markvelde en seigneurie de Diepenheim qui se trouve sous l'évêché de Munster.
Le monastère bénédictin Het Stift est fondé près de Weerselo au XIIe siècle. D'autres établissements monastiques ont été fondés jusqu'au XVe siècle : le monastère de Sainte-Agnès se développe à Oldenzaal à partir d'un béguinage, le monastère de Sainte-Catherine à Almelo et le monastère de Saint-Antoine à Albergen. Tous les monastères sont supprimé depuis la Réforme protestante, sauf Het Stift qui devient un internat pour les jeunes filles nobles non mariées.

### Intégration à l'Overijssel

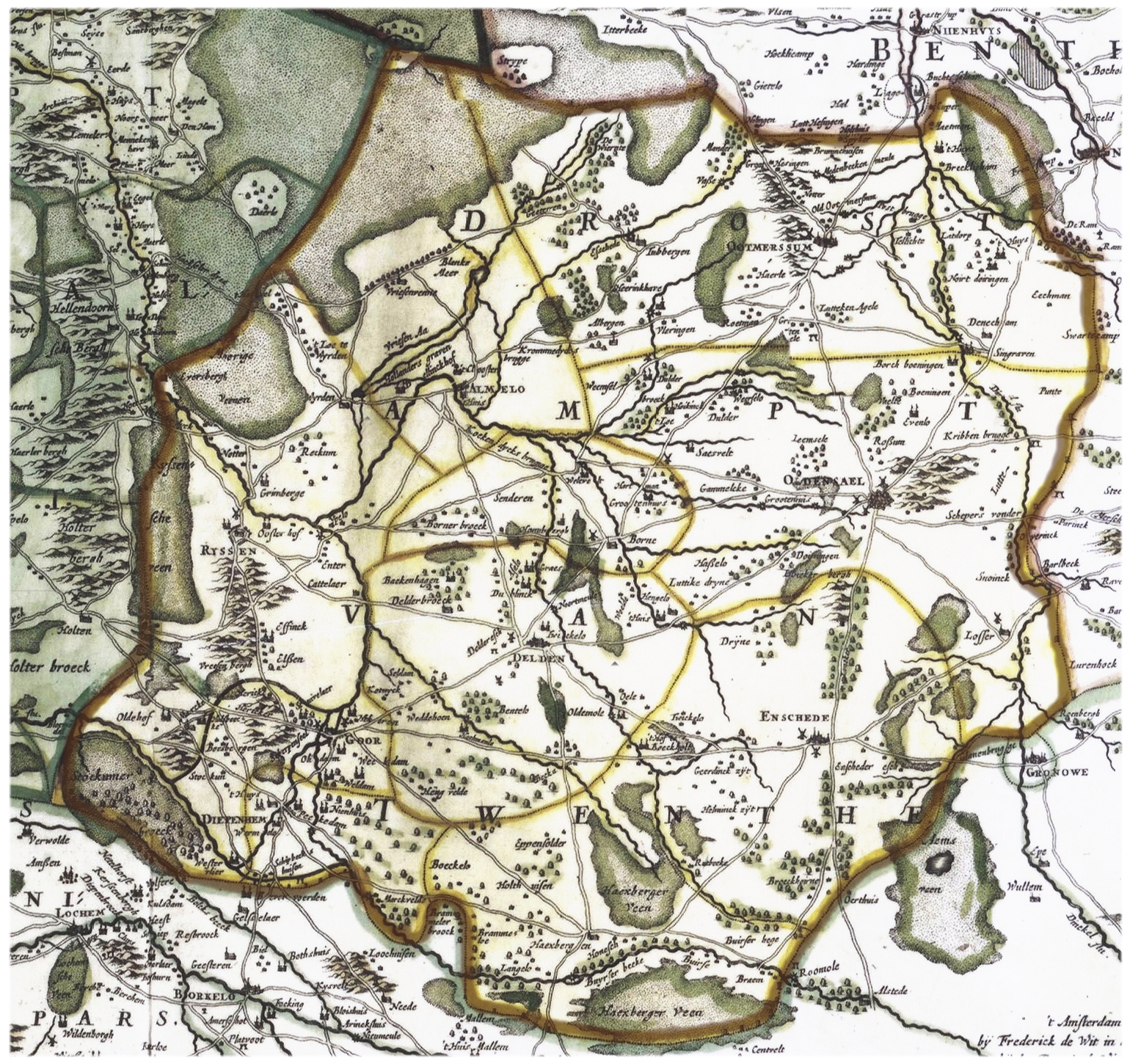
Carte de la Twente en 1670.

Jusqu'en 1528, la Twente se fait partie de l'Oversticht, le domaine du prince-évêque d'Utrecht dans l'est des Pays-Bas actuels. Au cours des années 1520, l'évêque d'Utrecht Henri du Palatinat est aux prises avec les bourgeois de plusieurs villes, dont Utrecht, qui appellent le duc Charles de Gueldre à occuper le Nedersticht et l'Oversticht à l'été 1527. Henri du Palatinat est contraint de demander à Charles Quint de faire chasser les Gueldrois, ce qu'il accepte en échange du pouvoir séculier sur ses possessions. Le 21 octobre 1528, une fois les Gueldrois chassés, Henri du Palatinat cède à l'empereur sa principauté.
La principauté d'Utrecht est divisée en deux seigneuries : le Nedersticht devient la seigneurie d'Utrecht et l'Oversticht devient la seigneurie d'Overijssel, littéralement « de l'autre côté du fleuve IJssel ». La seigneurie rassemble les pays du Salland, de la Twente et de Vollenhove.
La plupart de la Twente forme le drostambt de Twente, divisé en de plus petites entités, les richterambten, formé d'un ou plusieurs hameaux. Ces richterambts sont gouvernés sous le droit coutumier de la région et, auxquels s'ajoutent les huit villes (stadsgerichten) disposant du droit urbain. Avant le XVIIe siècle, le drost, le représentant du seigneur dans le drostambt de Twente, n'a pas beaucoup d'influence aux sur les villes.
Jurisdictions extraordinaires, Almelo et Diepenheim (respectivement depuis le XIIe et XIIIe siècles) et Haaksbergen (depuis le XVe siècle) sont des seigneuries distinctes dans les limites de la Twente. Existant jusqu'au XVIIe siècle, Diepenheim et Haaksbergen ont leurs propres drosts. La seigneurie d'Almelo, incluant la ville et son richterambt et le schoutambt de Vriezenveen, persiste jusqu'en fin de la République et devient une haute seigneurie en 1754, avec le droit d'exécuter des criminels.

### Guerre de Quatre-Vingts Ans
La Twente connaît plusieurs affrontements pendant la Guerre de Quatre-Vingts Ans.
À la suite de la campagne militaire de Maurice de Nassau en 1597, la Twente se trouve sous le contrôle des États généraux des Provinces-Unies. Les prêtres catholiques sont remplacés par des prédicteurs protestants, pour la plupart venant du mouvement des contre-remonstrants.
En 1605, le général espagnol Ambrogio Spinola de l'Espagne reprend la ville d'Oldenzaal et la Trêve de Douze Ans, signée en 1609, marque une confirmation officielle du statu quo : Oldenzaal reste espagnole. Après la fin de la trêve en 1621, Ernest-Casimir de Nassau-Dietz chasse les Espagnols en 1626. La présence des Espagnols pendant plus de 20 ans dans la région explique probablement le maintien du catholicisme en Twente.
Le traité de Münster de janvier 1648 décide la paix définitive.

### Après la Guerre de Quatre-Vingts Ans
La courte période de calme suivant la paix entraîne un retour de la prospérité. Après 1650, on voit la construction d'un nombre de maisons patriciennes, entre autres à Delden, Ootmarsum et Oldenzaal.
À la suite de la victoire des Provinces-Unies et de la prééminence du protestantisme, la pratique publique de la religion catholiques est interdite. Les prêtres disent la messe en secret, dans des maisons et dans des granges transformées en chapelles. Une petite population de mennonites habitait à Almelo, où le seigneur d'Almelo leur donne la permission de construire une église en 1684.
Dans une lettre datée de 30 octobre 1654, Johan de Witt, grand-pensionnaire de la province de Hollande pendant la première période sans stathoudérat aux Provinces-Unies, écrit son intention d'annexer la Twente à la Hollande. Ses raisons : le soutien de la noblesse de la Twente, et la possibilité de protéger le pays contre les villes orangistes de Zwolle et Kampen par le stationnement de troupes hollandaises. De Witt a finalement renoncé afin d'éviter une guerre civile.
En 1665 et 1666, pendant la deuxième guerre anglo-néerlandaise, la Twente est attaquée par les troupes du prince-évêque de Münster, Christoph Bernhard von Galen, comte de Dinklage. Le village de Losser est incendié, le château d'Almelo est gravement endommagé.
Von Galen réattaque la Twente encore en 1672 pendant la troisième guerre anglo-néerlandaise et l'occupe jusqu'en 1674. Pendant cette période, la foi catholique devient à nouveau la religion officielle en Twente, avec la restitution des églises d'Oldenzaal et de Goor au culte catholique.
La fin du XVIIe siècle et la plus grande partie du XVIIIe siècle se passent sans guerres et la population de la Twente s'est beaucoup accru, tout comme le nombre de petits fermiers indépendants dans la campagne. L'industrie du textile se développe en Twente. Les fabriqueurs fournissent les fils aux tisserands artisanaux et revendent leurs draps en Hollande.

### Période française
En 1795, la Révolution batave entraîne la fin des institutions de la République des Provinces-Unies. En 1798, à la formation de la République batave, la Twente fait partie du département du Vieil IJssel, formé à partir de l'Overijssel, la Drenthe et une partie de la Frise, puis, en 1802, du département de l'Overijssel, reprenant les limites de l'ancienne province et de celle de Drenthe. Le royaume de Hollande succède à la République batave en 1806 et le roi Louis Bonaparte visite la Twente en 1809. Le catholicisme est à nouveau autorisé et les églises des villes où il y avait alors une majorité de catholiques romains, à savoir Oldenzaal, Tubbergen, Haaksbergen, Denekamp et Ootmarsum, furent alors attribuées aux catholiques romains.
En 1810, le royaume de Hollande est intégré à l'Empire français et l'administration est une nouvelle fois réorganisée. La Twente fait partie du nouveau département français des Bouches-de-l'Yssel et dix-sept communes sont créées :
- Almelo ;
- Borne ;
- Delden ;
- Denekamp ;
- Diepenheim ;
- Enschede ;
- Haaksbergen ;
- Hengelo ;
- Losser ;
- Markelo ;
- Oldenzaal ;
- Ootmarsum ;
- Rijssen ;
- Tubbergen ;
- Vriezenveen ;
- Weerselo ;
- Wierden.

Les limites de ces communes correspondait souvent aux anciennes richterambten ; les villes à statut urbain ont été regroupées avec le territoire du richterambt environnant ou adjacent et cela ne plaisait pas aux villes. C'est la raison pour laquelle, en 1818, les deux communes d'Almelo et Delden ont été divisée en deux nouvelles communes, Stad Almelo et Stad Delden pour les villes et Ambt Almelo et Ambt Delden pour les campagnes environnantes. De même, Enschede est divisée en deux communes, Enschede et Lonneker, et Markelo en Markelo et Goor.

### Histoire récente
Depuis 1926, la Twente a eu un aéroport : l'Aéroport de Twente. Historiquement utilisé par les militaires et pour les vols civils, l'aéroport est aujourd'hui ouvert uniquement pour les vols d'affaires et privés.
Depuis 1938, la Twente a eu le Canal de Twente, reliant Enschede, Hengelo, Delden et Goor, qu'aussi Lochem en Gueldre avec l'IJssel à Zutphen. À 1953, une branche vers Almelo était mise en ouverte.
Depuis 1964, la Twente est l'hôte de l'Université de Twente, université originellement technique située à l'ancien domaine de Drienerlo à Enschede.
À 2000, un désastre des feux d'artifice a eu lieu à Enschede. L'incendie a provoqué une énorme explosion qui a causé la mort de 23 personnes (dont quatre pompiers) et fait 947 blessés.

## Culture

### Langue
Parlée par plus de 61 % de la population en 2005, le Twents est un dialecte de la langue de bas saxon des Pays-Bas. Il est un sous-dialecte du westphalien, dialecte transfrontalier du bas saxon aussi parlé au Münsterland en Allemagne, néanmoins aujourd'hui plus influencé par les dialectes hollandais de l'ouest des Pays-Bas.
Pas un dialecte homogène, le Twents se caractérise cependant par quelques particularités distinctives relative à la phonologie et à la grammaire, aussi bien que par les mots particuliers au dialecte. Les plus connus sont « l'ee longue » et « l'oo longue », s'en référant à la prononciation d'« é » et d'« o » plus allongée qu'en néerlandais standardisé.

### Folklore
La Twente a maintenu un nombre de coutumes populaires.

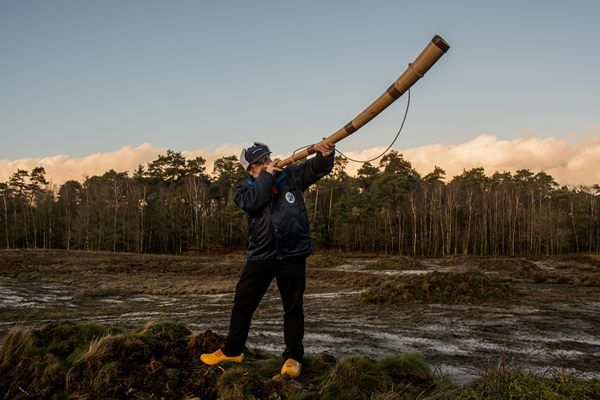
Joueur de corne du solstice d'hiver.

Bien connu est le jouer de midwinterhoorn, la «corne du solstice d'hiver», un instrument ressemblant une version minimalisée du cor des Alpes construit du bois de bouleaux, aulnes ou saules et joué entre le premier dimanche de l'Avent et l'Épiphanie.
La région maintient la tradition des feux de Pâques, nombreux feux de joie allumés pendant les deux jours de Pâques. Originellement une tradition préchrétienne, le feux de Pâques étaient christianisés après une tentative à interdire les feux depuis le XVIIe siècle par les pouvoirs protestants restait sans effet. À Ootmarsum, cette tradition est précédée la même journée par une autre, le vlöggeln, dont huit hommes non mariés et catholiques traversent la ville en procession vers la colline où le feu de Pâques est allumé.
La partie catholique de Twente, en bref le nord-ouest aussi que les villes d'Oldenzaal, Losser et la commune de Tubbergen, célèvre le Carnaval.

### Religion

#### Catholicisme

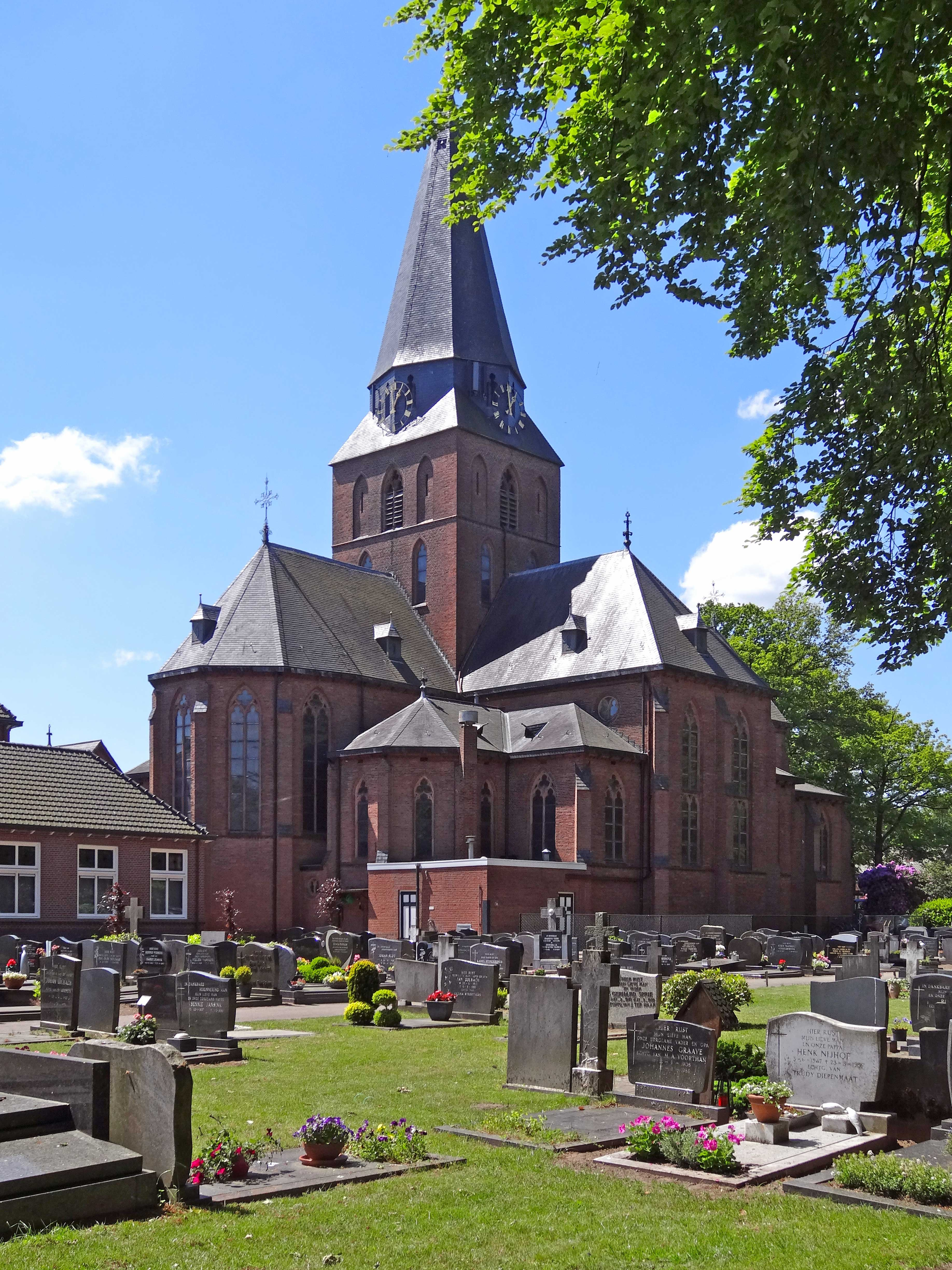
L'église de Jacques de Zébédée à Lonneker.

La catholicisme est la religion la plus visuellement présente en Twente, où la plupart des villages ont une église catholique. Juridictionnellement, la Twente fait partie de l'Archidiocèse d'Utrecht.
Malgré la sécularisation générale de la population néerlandaise de la Twente, la religion catholique reste vivante, et des processions religieuses, des chapelles campagnardes et des croix de chemins restent nombreuses et de nouvelles sont toujours créées.
Depuis le Haut Moyen Âge, les reliques de saint Plechelm de Roerdalen sont conservées en la basilique Saint-Plechelm d'Oldenzaal. De par la présence de celles-ci, la basilique est devenue un lieu de pèlerinage régional et reste jusqu'à aujourd'hui une des églises les plus connues de l'Archidiocèse d'Utrecht.
Des monastères et des maisons de retraite pour les religieux se trouvent dans les régions de Denekamp et Zenderen. On en trouve aussi à Delden, Haaksbergen, Enschede, Ootmarsum, Almelo et Oldenzaal, bien qu'à cause de la diminution des vocations monastiques quelques-uns sont régulièrement forcés de fermer.

#### Protestantisme
L'ouest de la Twente est caractérisé par une présence majeure du protestantisme.
Les villes de Diepenheim, Markelo, Hellendoorn et Vriezenveen ont eu une population en majorité protestante depuis la Réforme protestante du XVIIe siècle. Rijssen est renommée nationalement pour sa présence de protestants qui adhèrent au Nadere Reformatie : là où dans d'autres parties de la Twente la sécularisation a trouvé sa place, Rijssen reste un bastion de la foi chrétienne dans la région.
Les villes de Nijverdal, Goor et Wierden ont des populations protestantes plus mélangées et dispersées. Par toute la Twente on trouve une grande variété de formes du protestantisme : des mennonistes, remontrants, baptistes, apostoliques et Témoins de Jéhovah.

#### Judaïsme
Déjà au Moyen Âge on peut trouver des descriptions de la présence des Juifs dans la région, mais leur habitation était discontinuée pendant le XVe siècle. Depuis le XVIIIe siècle, des Juifs sont retournés en Twente, étant arrivés de l'Allemagne et l'Europe de l'Est. Ils reçoivent l'égalité devant la loi à 1796, par laquelle ils peuvent participer sans obstruction à la vie culturelle et en société générale.
Au cours du XIXe siècle, on trouve de plus en plus de synagogues en Twente, dont quelques-unes sont agrandies à la suite de l'augmentation de la présence des Juifs.
La population juive a souffert une grande déperdition pendant la Seconde Guerre mondiale, néanmoins n'est pas effacée et peut continuer son existence.
La vie juive de la Twente se centre sur la synagogue orthodoxe de 1928 d'Enschede et la synagogue libérale de 1828 de Haaksbergen. On trouve aussi un grand nombre de cimetières juifs.

#### Autres religions
Enschede a déjà été sécularisée au commencement du XXe siècle, ce qui la donnait la fondation pour devenir une bastion du socialisme.
Depuis 1970, on trouve une minorité islamitique principalement d'origine turque aux grandes villes de la Twente, avec des mosquées établies à Enschede, Hengelo et Almelo, aussi qu'à Goor et Haaksbergen.
Aussi présentes en Twente : les humanists et les humanists-religieux, aussi que des loges du franc-maçonnerie ; les organisations hindouistes et bouddhistes ; et depuis 2003, à Almelo, une église apostolique arménienne.

### Gastronomie

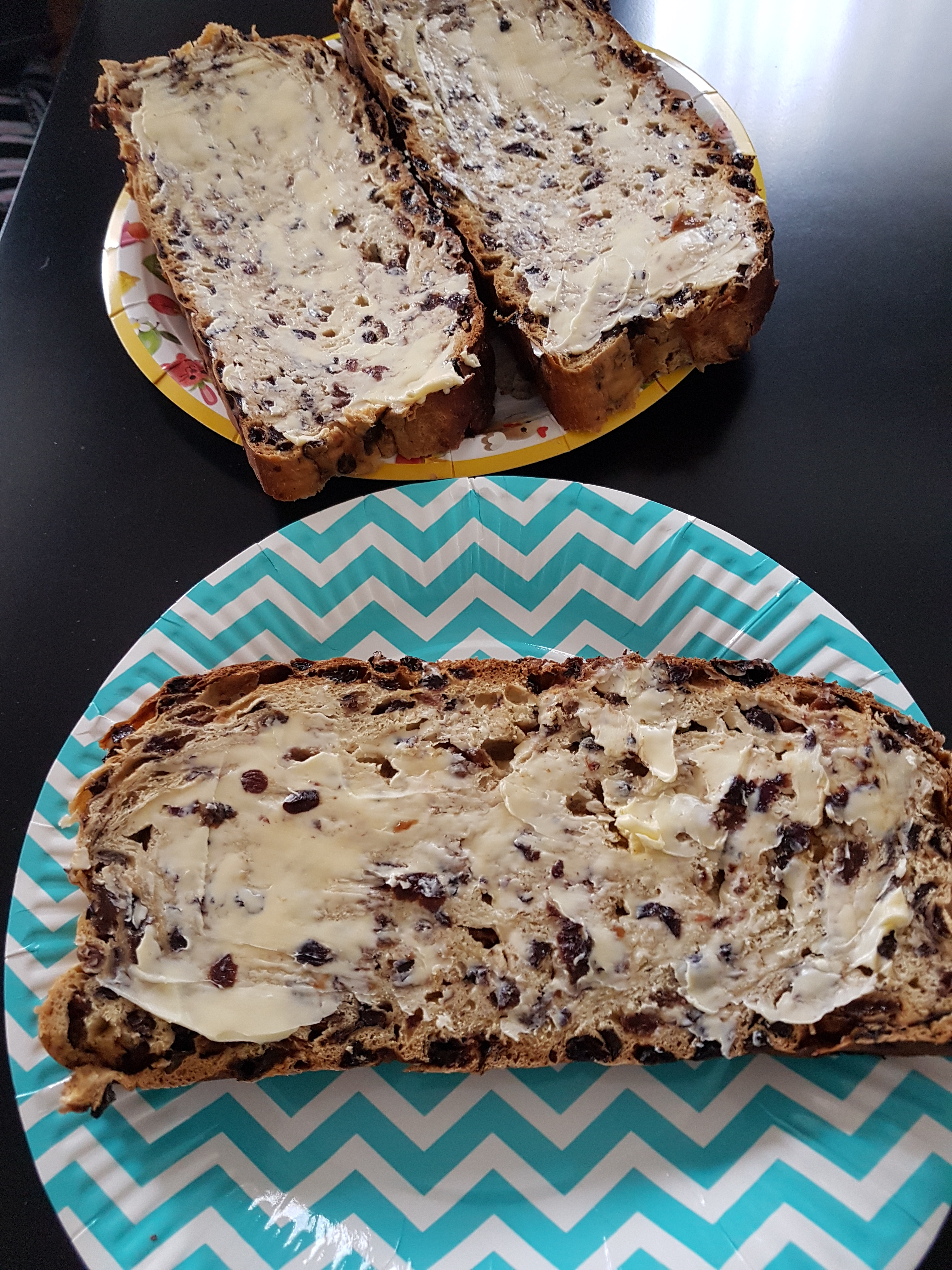
Krentenwegge beurré.

Le produit régional le mieux réputé de la Twente est le « krentenwegge », une variation de pain aux raisins mangée avec du thé ou du café. Traditionnellement, la communauté visite les parents d'un nouveau-né avec un krentenwegge extrêmement long (de 1,5 mètre à 2 mètres) pour célébrer la naissance et recevoir son nouveau membre,.
L'Ambt Delden est un vin d'appellation d'origine protégée (AOP) du vignoble d'Ambt Delden, ancienne commune fusionnée en commune Hof van Twente. Depuis avril 2022, on a entrepris de mettre en place une nouvelle AOP qui couvrirait la Twente entièrement nommée « Twente » ; cet AOP subsumerait[Quoi ?] l'AOP d'Ambt Delden.

### Arts
Une scène artistique s'a formée en Twente, qui comprend le théâtre, la musique, les beaux-arts et le film.
Chanteur, acteur et humoriste, Herman Finkers est l'artiste le mieux connu de la Twente. Son œuvre s'inclut les performances théâtrales, l'histoire du soap au Twents « Van Jonge Leu en Oale Groond » (« Aux jeunes gens et vieilles terres »), et les productions musicales.